# Calligra Plan
KPlato (K PLAnning TOol)是一個專案管理應用程序，可以創建甘特圖風格的圖表， KOffice辦公軟體套裝的一部分。它已經移植到Qt4和作為KOffice 2.0.0的一部分釋出在2009年5月。
KPlato的開發於2004年開始。第一版的釋出是在2004年4月，KOffice 1.5的一部分。